# Krzysztof Paszyk
Krzysztof Michał Paszyk (ur. 10 kwietnia 1979 w Poznaniu) – polski polityk, prawnik i samorządowiec, w latach 2014–2015 przewodniczący sejmiku wielkopolskiego, poseł na Sejm VIII, IX i X kadencji, w latach 2023–2024 przewodniczący Klubu Parlamentarnego PSL-Trzecia Droga, w latach 2024–2025 minister rozwoju i technologii w trzecim rządzie Donalda Tuska.

## Życiorys
W 2005 ukończył studia na Wydziale Prawa i Administracji Uniwersytetu im. Adama Mickiewicza w Poznaniu. Został działaczem Polskiego Stronnictwa Ludowego. Pracował jako asystent posłów PSL, został później wiceprezesem struktur wojewódzkich, szefem struktur w powiecie obornickim i członkiem rady naczelnej tej partii. Objął stanowisko zastępcy dyrektora w Wojewódzkim Ośrodku Ruchu Drogowego w Pile.
W 2006 został wybrany na radnego powiatu obornickiego. Bez powodzenia startował w wyborach do Parlamentu Europejskiego w 2009 i 2014. W 2010 bezskutecznie kandydował do sejmiku wielkopolskiego i ubiegał się o stanowisko prezydenta Piły (zdobył 3,26% głosów, zajmując ostatnie, czwarte miejsce). Mandat radnego województwa uzyskał natomiast w wyniku wyborów w 2014, następnie powierzono mu funkcję przewodniczącego sejmiku wielkopolskiego V kadencji.
W 2015 wystartował w wyborach parlamentarnych, otrzymał 3345 głosów, zdobywając tym samym mandat poselski z listy PSL w okręgu pilskim. W Sejmie VIII kadencji objął funkcję sekretarza klubu parlamentarnego swojego ugrupowania, został też członkiem Komisji Cyfryzacji, Innowacyjności i Nowoczesnych Technologii, Komisji Sprawiedliwości i Praw Człowieka oraz Komisji Nadzwyczajnej do spraw zmian w kodyfikacjach. W październiku 2017 wybrany przez Sejm do komisji śledczej ds. Amber Gold jako przedstawiciel PSL.
W wyborach w 2019 z powodzeniem ubiegał się o poselską reelekcję, otrzymując 13 585 głosów. W 2023 po raz trzeci został wybrany do Sejmu, kandydując z ramienia koalicji Trzecia Droga i zdobywając 27 642 głosy. W listopadzie tego samego roku objął funkcję przewodniczącego Klubu Parlamentarnego PSL-Trzecia Droga. 13 maja 2024 został powołany na stanowisko ministra rozwoju i technologii w rządzie Donalda Tuska. W tym samym roku zrezygnował z kierowania Klubem Parlamentarnym PSL-TD. 24 lipca 2025 zakończył pełnienie funkcji ministra.